# Козлов, Валерий Олегович
Вале́рий Оле́гович Козло́в (род. 18 мая 1947) — советский и украинский пианист, преподаватель, заслуженный артист Украины (1994).

## Биография
Родился 18 мая 1947 года. Музыкальное образование получил в Санкт-Петербурге и Киеве под руководством известной пианистки, народной артистки России, профессора Татьяны Кравченко. В 1983—1984 годах прошёл стажировку в Московской консерватории у народного артиста России, выдающегося пианиста, профессора Льва Власенко. Концертно-исполнительскую деятельность начал ещё в студенческие годы, по окончании аспирантуры много гастролировал на Украине и за её пределами. Неоднократно выступал в сопровождении симфонических оркестров под руководством известных дирижёров, среди которых: Пир (Канада), Йенсон (Норвегия), Кучер (Австралия, Украина). Имеет значительное количество фондовых записей, которые часто звучат в программах Украинского радио.
Ученики Валерия Козлова — лауреаты и дипломанты известных международных конкурсов, таких как ARD, им. Ф. Шопена (Польша), им. Пьера Лантье (Франция), им. Дадли (Англия), Finale Ligure (Италия), им. С. Рахманинова, им. С. Прокофьева (Россия), Крайнева, памяти Горовица (Украина). Среди его воспитанников — концертирующие артисты и преподаватели, которые плодотворно работают в различных странах мира. Член жюри многих международных и национальных конкурсов, постоянно проводит мастер-классы в ведущих музыкальных заведениях Украины и за её пределами.